# Rudolf Martin Argus
Rudolf Martin Argus (* 17. Dezember 1888 in Reudnitz; † 16. Januar 1969 in Siegen) war ein deutscher Politiker der Kommunistischen Partei Deutschlands (KPD) und von 1921 bis 1927 Mitglied der Bremischen Bürgerschaft.

## Leben
Der aus Thüringen stammende Argus zog nach der Lehrerausbildung 1912 nach Bremen und wurde Volksschullehrer. Nach seinem Engagement bei Bremer Linksradikalen wurde Argus 1918 Gründungsmitglied der KPD und Mitglied der Bezirksleitung Nordwest der Partei. 1921 wurde er für die KPD in die Bremische Bürgerschaft gewählt und im November 1923 und im Dezember 1924 wiedergewählt. Argus war einer der wichtigsten Redner der KPD im Bremer Landtag zu dieser Zeit. 1927 schied er aus der Bürgerschaft aus, gab seine Parteiämter ab und arbeitete wieder als Lehrer. Später trat er aus der KPD aus. Nach der Machtübernahme der Nationalsozialisten 1933 trat Argus in die Sturmabteilung (SA) ein. 1941 ging er in Pension und zog nach Füssen im Allgäu, später ins Rheinland. Nach Kriegsende lebte er in Siegen und trat politisch nicht mehr in Erscheinung. 